# Kinetic Energy Recovery System
Kinetic Energy Recovery System ili kratica KERS je sustav (baterija) za spremanje (prikupljanje) kinetičke energije dobivene kočenjem. Trenutačno je razvitku, a koristi se na bolidima Formule 1. FIA je u sezoni Formule 1 2008./09. dopustila korišenje KERS-a od 60 kW. 

## Sistem rada
Prilikom kočenja kinetička energija se (masa i brzina vozila...) pri trenju diskova pretvara u toplinsku energiju, a energija postepeno gubi. KERS služi upravo tome da se jedan dio toplinske energije pri trenju diskova, preusmjeri u uređaj (sustav) koji će na neki način prikupiti. Energija se sakuplja u kondenzatoru koji se na pravcu prazni te poboljšava performanse motora.

## Nesreće
Na testiranjima u Jerezu 2008. dogodila se neobična nesreća. Naime u modificiranom bolidu BMW Saubera kojeg je vozio Christian Klien je, BMW-ovog mehaničara udario je električni udar. Zbog toga je on završio u bolnici, a KERS se pokazo kao nedovoljno razvijena komponenta. Zbog toga mnoge su se F1 momčadi bojale uporabiti KERS i od sada se prilikom dodira bolida s KERS-om nose zaštitne rukavice.